# Estudo Transcendental n.º 3

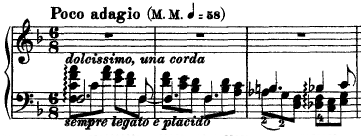
Os primeiros três compassos do Estudo Transcendental n.º 3

O Estudo Transcendental n.º 3 "Paysage" em Fá Maior é o terceiro dos Estudos Transcendentais de Franz Liszt. É geralmente considerado um dos Estudos mais expressivos e românticos desta obra.

## Forma
Como o nome sugere, a obra passa a impressão de uma paisagem bucólica pacífica e relaxante; sua primeira sessão é tocada em poco adagio com uma indicação sempre legato e placido no começo. Esse Estudo apresenta constantes mudanças na dinâmica, e sua melodia é tocada geralmente em terças ou oitavas.